# منشأة ابن العاص
قرية منشأة ابن العاص هي إحدى القرى التابعة لمركز كفر صقر في محافظة الشرقية في جمهورية مصر العربية. حسب إحصاءات سنة 2006، بلغ إجمالي السكان في منشأة ابن العاص 7068 نسمة، منهم 3596 رجل و3472 امرأة.